# Célula principal da paratiroide
As células principais da paratiroide são células das glândulas paratiroides que produzem o hormônio da paratireoide.